# Doorfietsroute De Groene As
Doorfietsroute De Groene As is een fietsverbinding tussen Assen en Groningen. De provincies Drenthe en Groningen werken samen met Rijkswaterstaat, het waterschap Hunze en Aa’s en de gemeenten Assen, Groningen en Tynaarlo aan de realisatie van de doorfietsroute. De aanleg begon in 2018 en is naar verwachting eind 2026 helemaal voltooid.
De provincies en gemeenten zien de route als een aanvulling op bestaande fietsroutes. Ook is het een uitbreiding op het recreatieve fietsnetwerk langs het nationaal park Drentsche Aa. Bovendien moet de route bijdragen aan een goede bereikbaarheid van de Regio Groningen-Assen en aan een duurzame samenleving.
Het fietspad loopt vanuit het centrum van Assen langs het Havenkanaal en volgt verder grotendeels het Noord-Willemskanaal tot het station in Groningen. De totale lengte is circa 30 kilometer.
De naam van de fietsroute is het resultaat van een prijsvraag waarbij bewoners een naam konden indienen. Uit de inzendingen werden de opties Noord-Willemsroute, De Groene As en Het Stad en Landepad geselecteerd. Na een online stemming kreeg De Groene As de meeste stemmen.